# Herzog von Enghien
Der Titel Graf bzw. Herzog von Enghien (Comte / Duc d’Enghien) wurde seit dem 16. Jahrhundert von Mitgliedern des Hauses Condé, einer jüngeren Linie der Bourbonen, geführt.

## Geschichte
Die Herrschaft Enghien, ursprünglich regiert vom Haus Enghien, war Teil des Erbes der Marie de Luxembourg († 1546), Tochter von Pierre II. de Luxembourg, Comte de Saint-Pol und Comte de Brienne, das sie durch ihre Hochzeit mit François de Bourbon, Comte de Vendôme den Bourbonen zubrachte. Die Stadt Enghien lag in der Grafschaft Hennegau, die damals zu den Spanischen Niederlanden gehörte. 

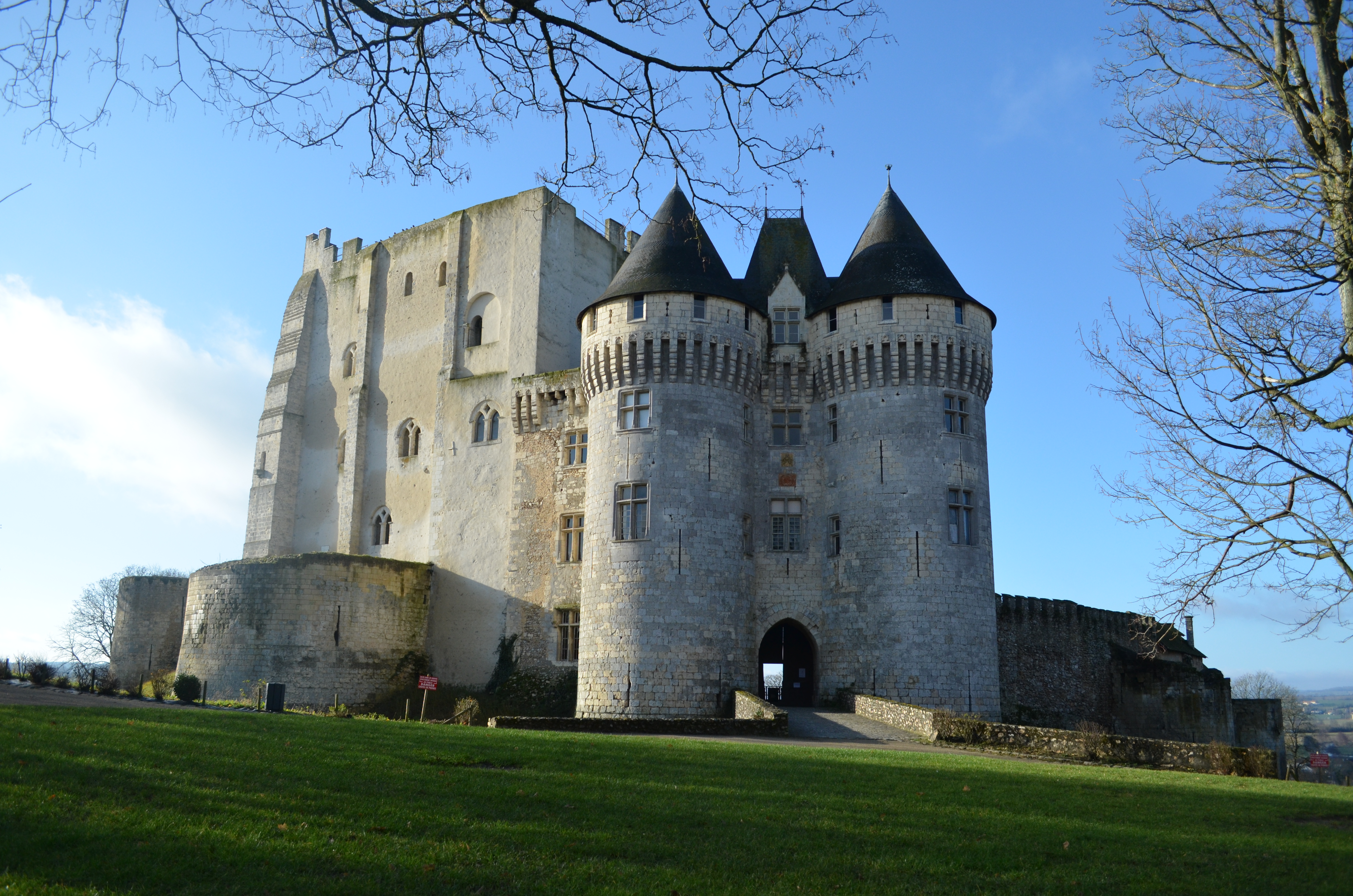
Das Château Saint-Jean in Nogent-le-Rotrou im Herzogtum Enghien-le-Français

Als die nunmehrige Grafschaft Enghien Teil der Apanage wurde, mit der das Haus Condé ausgestattet wurde, gingen die Stadt und das Schloss an den Neffen von Maries Enkel Louis I. de Bourbon, prince de Condé, König Heinrich IV., der sie 1607 an Karl von Arenberg verkaufte. Daher übertrug der Prinz von Condé den Namen Enghien auf seine Herrschaft Nogent-le-Rotrou, das nun Enghien-le-Français hieß, und unter diesem Namen 1566 auch zum Herzogtum und zur Pairie erhoben wurde. Louis I. starb 1569, bevor die Patentbriefe registriert worden waren. Der Titel wäre damit eigentlich erloschen, doch sein Sohn Henri I. de Bourbon, prince de Condé (1552–1588) und seine Enkel Henri II. de Bourbon, prince de Condé (1588–1646) führten ihn – gemeinsam mit dem namengebenden Titel Condé – weiter.
1621 gab Henri II. den Titel Herzog von Enghien an seinen neugeborenen Sohn Louis II. ab, wodurch der Brauch entstand, den jeweils ältesten Sohn des Prince de Condé als Duc d’Enghien zu bezeichnen.
1633 wurde der gleiche Henri II. nach der Hinrichtung seines Schwagers Henri II. de Montmorency (1632) zum Herzog von Montmorency ernannt. Im September 1689 taufte Henri III. Jules de Bourbon, prince de Condé (1643–1709), Sohn von Louis II., den Titel Duc de Montmorency in Duc d’Enghien um (jetzt bezogen auf Enghien-les-Bains nördlich von Paris anstelle des benachbarten Montmorency (Val-d’Oise)), um dem Titel, dessen Fortführung bisher anfechtbar war, eine größere Legitimität zu geben, und trat ihn an seinen Sohn Louis III. (1668–1710) ab. Wenig später, im Oktober 1689, wurde das Herzogtum Beaufort seinerseits in Herzogtum Montmorency umbenannt (bezogen auf Montmorency-Beaufort im Département Aube), wodurch der Titel wieder in die Familie Montmorency zurückkehrte. Der Titel Duc d’Enghien wurde auch weiterhin vom ältesten Sohn des Prince de Condé getragen, bis dieser selbst einen Sohn bekam, woraufhin der bisherige Duc d’Enghien zum Duc de Bourbon, und der Neugeborene zum Duc d’Enghien wurde.
Der bekannteste Herzog von Enghien war auch gleichzeitig der letzte: Louis Antoine Henri de Bourbon-Condé, duc d’Enghien (1772–1804), den Napoléon Bonaparte entführen, verurteilen und erschießen ließ. Auch er trug den Titel Herzog von Enghien, weil sein Vater noch lebte (er starb 1830). Der Tod des Herzogs von Enghien 1804 bzw. der seines Vaters 1830 bedeutete gleichzeitig das Aussterben des Hauses Condé.

## Grafen und Herzöge von Enghien
- 1536–1546: François de Bourbon (1519–1546), Comte d’Enghien;
- 1546–1557: Jean de Bourbon (1528–1557), Comte de Soissons, Comte d’Enghien, 1557 Duc d’Estouteville, dessen Bruder;
- 1566–1569: Louis I. de Bourbon-Condé (1530–1569), Comte, dann 1. Duc d’Enghien, dessen Bruder;
- 1569–1588: Henri I. de Bourbon-Condé (1552–1588), 2. Duc d’Enghien, dessen Sohn;
- 1588–1621: Henri II. de Bourbon-Condé (1588–1646), 3. Duc d’Enghien, dessen Sohn;
- 1621–1646: Louis II. de Bourbon-Condé (1621–1686), genannt „le Grand Condé“, 4. Duc d’Enghien, dessen Sohn;
- 1646–1686: Henri III. Jules de Bourbon-Condé (1643–1709), 5. Duc d’Enghien, dessen Sohn;
- 1689–1709: Louis III. de Bourbon-Condé (1668–1710), 6. Duc d’Enghien, dessen Sohn;
- 1709–1710: Louis IV. Henri de Bourbon-Condé (1692–1740), 7. Duc d’Enghien, dessen Sohn;
- 1736–1740: Louis V. Joseph de Bourbon-Condé (1736–1818), 8. Duc d’Enghien, dessen Sohn;
- 1756–1772: Louis VI. Henri Joseph de Bourbon-Condé (1756–1830), 9. Duc d’Enghien, dessen Sohn;
- 1772–1804: Louis Antoine Henri de Bourbon-Condé, duc d’Enghien (1772–1804), 10. und letzter Duc d’Enghien, dessen Sohn.